# 1. deild Wysp Owczych (1991)
W roku 1991 odbyła się 49. edycja 1.deild (dziś, od 2005 roku zwanej Formuladeildin), czyli pierwszej ligi piłki nożnej archipelagu Wysp Owczych. Poprzednim liderem był stołeczny zespół HB Tórshavn, jednak w 1991 jego miejsce zajął KÍ Klaksvík.
Na Wyspach Owczych w 1991 roku w ramach rozgrywek pierwszoligowych brało udział 10 zespołów. Sytuacja ta, tożsama z obecną, trwa od roku 1988, kiedy na skutek rosnącej liczby farerskich klubów, powiększono liczbę drużyn biorących udział w 1.Deild od dwa miejsca. Podczas rozgrywek w 1976 pojawiła się po raz pierwszy degradacja zespołów do niższych lig. W 1991 spadły dwie drużyny MB Miðvágur z dziewiątego oraz SÍ Sumba z dziesiątego miejsca.
MB Miðvágur, który został zdegradowany do niższej ligi, jeszcze w sezonie 1990 zajmował trzecie miejsce w tabeli. SÍ Sumba spadł do niższej ligi zaraz po awansie do pierwszej. Największym zaskoczeniem sezonu był klub KÍ Klaksvík, który z siódmego miejsca w poprzednich rozgrywkach osiągnął nagle pozycję lidera tabeli. Pozostałe klubu nie zmieniały swych pozycji aż tak drastycznie, nie licząc HB Tórshavn, który po wielu sezonach zajmowania pierwszego lub drugiego miejsca na archipelagu spadł tym razem na miejsce szóste.
Królem strzelców turnieju został, po raz drugi, zawodnik GÍ Gøta Simun Petur Justinussen, który zdobył 17 bramek.
Za zwycięstwo w tych rozgrywkach przyznawano jeszcze dwa punkty, a nie trzy, jak to ma obecnie miejsce. W przeciągu całych rozgrywek strzelono 319 goli, co daje 3,544 gola/mecz.
Były to pierwsze rozgrywki pierwszej ligi Wysp Owczych dające awans do rywalizacji w turnieju organizowanym przez UEFA. KÍ Klaksvík awansował do rozgrywek Ligi Mistrzów 1992/93, gdzie w pierwszej fazie przegrał oba mecze z łotewskim Skonto Ryga 1:3 i 0:3. B36 Tórshavn zaś za zdobycie Pucharu Wysp Owczych awansował do Pucharu Zdobywców Pucharów 1992/93, gdzie uległ w pierwszym meczu luksemburskiemu Avenir Beggen 0:1 w pierwszym meczu, drugi zaś remisując 1:1.

## Uczestnicy
| Uczestnicy 1. deild 1990                                                                                      | Uczestnicy 1. deild 1990 | Uczestnicy 1. deild 1990 | Uczestnicy 1. deild 1990 |
| --- | ------------------------ | ------------------------ | ------------------------ |
| HB | HB Tórshavn              | 1                        |                          |
| B36 | B36 Tórshavn             | 2                        |                          |
| MB | MB Miðvágur              | 3                        |                          |
| GÍ | GÍ Gøta                  | 4                        |                          |
| VB | VB Vágur                 | 5                        |                          |
| B68 | B68 Toftir               | 6                        |                          |
| KÍ | KÍ Klaksvík              | 7                        |                          |
| TB | TB Tvøroyri              | 8                        |                          |
| Awans z 2. deild 1990                                                                                         |                          |                          |                          |
| NSÍ | NSÍ Runavík              | 1                        |                          |
| SÍS | SÍ Sumba                 | 2                        |                          |
| Oznaczenia: - kolumna pierwsza – skróty nazw drużyn, - kolumna trzecia – miejsce zajęte w poprzednim sezonie. |                          |                          |                          |

## Rozgrywki

### Tabela ligowa
| Lp. | Drużyna         | M  | Z  | R | P  | Bramki | Bramki | Różn. | Pkt | Uwagi                                              |
| --- | --------------- | -- | -- | - | -- | ------ | ------ | ----- | --- | -------------------------------------------------- |
| 1   | KÍ Klaksvík (M) | 18 | 10 | 4 | 4  | 31     | 19     | +12   | 24  | Liga Mistrzów UEFA • I runda kwalifikacyjna        |
| 2   | B36 Tórshavn    | 18 | 10 | 4 | 4  | 37     | 28     | +9    | 24  | Puchar Zdobywców Pucharów • I runda kwalifikacyjna |
| 3   | GÍ Gøta         | 18 | 10 | 3 | 5  | 38     | 27     | +11   | 23  |                                                    |
| 4   | VB Vágur        | 18 | 10 | 3 | 5  | 29     | 19     | +10   | 23  |                                                    |
| 5   | TB Tvøroyri     | 18 | 9  | 2 | 7  | 29     | 22     | +7    | 20  |                                                    |
| 6   | HB Tórshavn     | 18 | 7  | 4 | 7  | 37     | 27     | +10   | 18  |                                                    |
| 7   | B68 Toftir      | 18 | 4  | 8 | 6  | 17     | 21     | −4    | 16  |                                                    |
| 8   | NSÍ Runavík     | 18 | 6  | 3 | 9  | 18     | 25     | −7    | 15  |                                                    |
| 9   | MB Miðvágur (S) | 18 | 4  | 4 | 10 | 14     | 28     | −14   | 12  | Spadek do 2. deild                                 |
| 10  | SÍ Sumba (S)    | 18 | 2  | 1 | 15 | 19     | 51     | −32   | 5   | Spadek do 2. deild                                 |

### Wyniki spotkań
| Gospodarz \ Gość | B36 | B68 | GÍ  | HB  | KÍ  | MB  | NSÍ | SÍS | TB  | VB  |
| B36 Tórshavn     |     | 3:1 | 3:2 | 1:1 | 0:3 | 6:0 | 1:1 | 2:1 | 5:2 | 2:3 |
| B68 Toftir       | 0:0 |     | 2:2 | 0:2 | 0:0 | 1:0 | 0:1 | 2:2 | 1:0 | 3:0 |
| GÍ Gøta          | 2:3 | 2:1 |     | 4:3 | 2:1 | 3:0 | 1:3 | 3:0 | 0:0 | 2:2 |
| HB Tórshavn      | 8:2 | 0:0 | 2:4 |     | 3:2 | 4:0 | 2:0 | 1:3 | 1:2 | 1:2 |
| KÍ Klaksvík      | 3:0 | 1:1 | 2:1 | 3:2 |     | 0:0 | 3:2 | 3:1 | 2:1 | 1:0 |
| MB Miðvágur      | 0:2 | 1:1 | 1:2 | 0:0 | 1:2 |     | 1:0 | 3:0 | 1:0 | 2:3 |
| NSÍ Runavík      | 0:2 | 1:1 | 0:2 | 0:0 | 1:0 | 2:0 |     | 3:1 | 1:2 | 0:3 |
| SÍ Sumba         | 1:3 | 3:2 | 1:3 | 1:4 | 1:3 | 0:4 | 1:2 |     | 1:3 | 1:2 |
| TB Tvøroyri      | 0:0 | 3:1 | 2:3 | 4:1 | 1:0 | 2:0 | 3:1 | 4:1 |     | 0:2 |
| VB Vágur         | 1:2 | 0:1 | 1:0 | 1:2 | 2:2 | 0:0 | 2:0 | 4:0 | 1:0 |     |

Aktualne na 14 sierpnia 2012. Źródło: FaroeSoccer.com
Objaśnienia:
1Drużyna gospodarzy jest wymieniona po lewej stronie tabeli.
Kolory: zielony – zwycięstwo gospodarzy, żółty – remis, różowy – zwycięstwo gości.

## Najlepsi strzelcy
| Bramki | Strzelcy                | Drużyna       |
| ------ | ----------------------- | ------------- |
| 15     | Símun Petur Justinussen | GÍ Gøta       |
| 13     | Gunnar Mohr             | HB Tórshavn   |
| 11     | Kári Reynheim           | B36 Tórshavn  |
| 10     | Jan Allan Müller        | VB Vágur      |
| 9      | Uni Arge                | HB Tórshavn   |
| 9      | Todi Jónsson            | KÍ Klaksvík   |
| 7      | Bogi Johannesen         | TB Tvøroyri   |
| 7      | Birgir Jørgensen        | MB Miðvágur   |
| 6      | Magni Jarnskor          | GÍ Gøta       |
| 6      | Egill Steinþórsson      | VB Vágur      |
| 5      | 6 zawodników            | 6 zawodników  |
| 4      | 11 zawodników           | 11 zawodników |
| 3      | 12 zawodników           | 12 zawodników |
| 2      | 16 zawodników           | 16 zawodników |
| 1      | 31 zawodników           | 31 zawodników |
| sam.   | 3 zawodników            | 3 zawodników  |